# Gene Roland
Gene Roland (* 15. September 1921 in Dallas, Texas; † 11. August 1982 in New York City, New York) war ein amerikanischer Jazz-Komponist, Arrangeur und Musiker. 

## Leben und Wirken
Roland war Multiinstrumentalist (Klavier, Trompete, Posaune, Ventilposaune, Mellophon, Sopransaxophon), wird aber in erster Linie als Arrangeur und Komponist in den Bands von Stan Kenton in Erinnerung bleiben. 
Roland studierte von 1940 bis 1942 Musik am North Texas State Teacher's College zusammen mit Jimmy Giuffre und arbeitete erstmals 1944 für Kenton, spielte Trompete und lieferte Arrangements. Kurz arbeitete er für Lionel Hampton und Lucky Millinder, um 1945 zu Kenton zurückzukehren, diesmal als Posaunist und Komponist/Arrangeur (von ihm stammt das Arrangement zu Kentons Erfolgstitel "Tampico"). Er spielte auch Klavier und schrieb 1946 Kompositionen für die Woody Herman Band von 1946, in der damals auch Stan Getz, Zoot Sims, Jimmy Giuffre und Herbie Steward spielten und als Woody Herman's Four Brothers Second Herd Erfolge feierte. 
In den späten 1940er Jahren arbeitete Gene Roland als Posaunist für Georgie Auld, Trompeter für Count Basie, Charlie Barnet und Lucky Millinder und schrieb Stücke für die Big Bands von Claude Thornhill und Artie Shaw. Nachdem er kurz mit Dizzy Gillespie und Charlie Parker in Form einer Probenband zusammengearbeitet hatte, schrieb er 1951 wieder Arrangements für Kenton und von 1956 bis 1958 für Woody Herman, für dessen Band er insgesamt 65 Arrangements lieferte. Um 1956 war er an den Sessions Paul Quinichettes für das "Dawn"-Label beteiligt, 1957 wirkte er an dem Album A Swinging Introduction to Jimmy Knepper mit; das Album bot die seltene Gelegenheit, Roland als Sänger zu hören („Gee, Baby, Ain't I Good to You“).
In den frühen 1960er Jahren war Roland treibende Kraft in der "Mellophonium Band" Kentons und spielte zusätzlich Sopransaxophon im Orchester. In den 1960er und 1970er Jahren war Roland vor allem als Komponist tätig, arbeitete 1967 mit dem Radiohus Orchestra in Kopenhagen und schrieb weiter für Stan Kenton; daneben hatte er eigene Formationen, in denen er Trompete, Klavier und Tenorsaxophon spielte.
Neben seiner Aufnahmetätigkeit für Kenton nahm er eine Albumhälfte für das "Dawn"-Label in den Jahren 1957 und 1959 auf. 1963 arrangierte er Stücke für ein Oktett, die auf dem Label Brunswick Records erschienen.